# Charlotte Colbert
Charlotte Colbert (* 26. Mai 1678 in Nimwegen; † 26. März 1765 in Saint-Ouen-l’Aumône) war Äbtissin der Klöster Penthemont und Maubuisson.

## Leben
Charlotte Colbert de Croissy wurde am 26. Mai 1678 in Nimwegen geboren, wo ihr Vater Charles Colbert, marquis de Croissy damals bevollmächtigter Gesandter des Königs von Frankreich (Ludwig XIV.) bei den Verhandlungen zum Frieden von Nimwegen war. Seine Frau Françoise Bérauld, Charlottes Mutter, hatte ihn dorthin begleitet. Sie war eine jüngere Schwester des Diplomaten Jean-Baptiste Colbert, marquis de Torcy, des Bischofs Charles-Joachim Colbert von Montpellier und des Generals Louis-François Colbert.
Charlotte trat in das Kloster Le Trésor, dessen Äbtissin ihre Tante war, bei der sie aufwuchs. Nach deren Tod wechselte sie in das Kloster Saint-Antoine in Paris. Am 7. Juli 1718 wurde sie als Äbtissin von Penthemont benediziert und am 8. Dezember 1719 Äbtissin der Abtei Notre-Dame-La-Royale de Maubuisson in Saint-Ouen-l’Aumône, die sie nach dem erzwungenen Rücktritt der Äbtissin Charlotte Joubert de Châteaumoran reformierte.
Sie starb am 26. März 1765 im Alter von 87 Jahren. Ihr Porträt stach Marie Madeleine Igonnet 1765.